# Хаецкий, Роман Александрович
Роман Александрович Хаецкий (род. 29 января 1981, Николаев) — украинский шахматист и шахматный тренер, Заслуженный тренер Украины (2011), международный мастер, мастер спорта Украины.

## Биография
Родился 29 января 1981 года в городе Николаеве, в семье историка и краеведа Александра Петровича Хаецкого (род. 1954), кандидата исторических наук, доцента кафедры историографии, источниковедения и специальных исторических дисциплин ННУ имени В. А. Сухомлинского, и учительницы русского языка и литературы. Играть в шахматы научил дедушка Пётр Романович (1911—?). В пятилетнем возрасте начал участвовать в соревнованиях. Первый тренер — Цицилин Юрий Витальевич.
В 1998 году Роман Хаецкий окончил Николаевский муниципальный коллегиум при Киево-Могилянской академии. В 2002 году с отличием окончил отделение Львовского государственного института физической культуры. С 2007 года обучался на заочном отделении в аспирантуре Киевского национального университета физической культуры и спорта (научный руководитель — академик В. Н. Платонов).
С 2002 года работает старшим тренером Николаевской ДЮСШ по шахматам.
Среди учеников Романа Хаецкого — Александр Бортник, чемпион мира среди юношей до 18 лет (2014, Дурбан, ЮАР) и Николай Бортник, чемпион Украины по блицу и рапиду (2016).
| Графики недоступны из-за технических проблем. См. информацию на Фабрикаторе и на mediawiki.org. |

## Работы
- Хаецкий Р. А, Мучник Л. Л. Этюды. — М., 2008. — 94 с.